# Bad Blue Boys

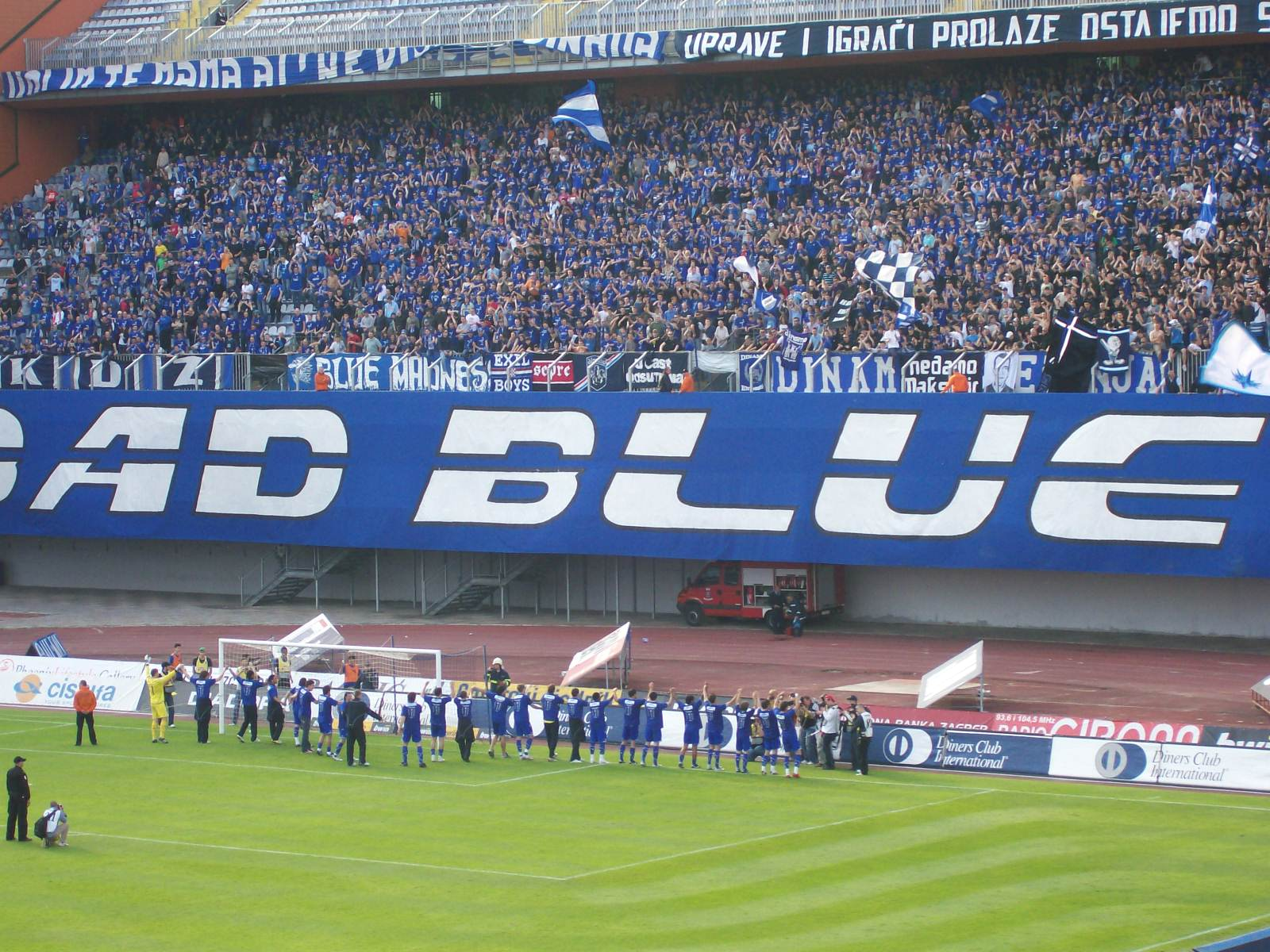
Os Bad Blue Boys em 2008

Bad Blue Boys (BBB) é uma torcida organizada do clube de futebol da Croácia o Dínamo Zagreb.

## Historia
Os Bad Boys Blue (BBB) foram originalmente fundado em 17 de Março de 1986, com os membros das diferentes áreas de Zagreb. O nome do grupo se diz ter sido inspirado pelo filme de 1983 estrelando com Sean Penn.
Existem dois grupos de Bad Boys Blue - Udruga navijača DINAMA (Dinamo Apoiantes da União) e navijača Klub Bad Blue Boys (Bad Blue Boys Torcida Clube). O seu mascote é um bulldog e seu hino oficial é "Dinamo ja volim" ("Eu amo Dinamo"), pelo croata pop rock banda pips, Chips & 
Videoclips. BBB também publicar um fanzine sobre o clube e os ultras subcultura. O original foi Ajmo fanzine plavi (Go Blues), que foi substituído em 2006 pelo Dinamov sjever (Dinamo do Norte).

Em casa os jogos em Dinamo Zagreb é no Estadio Maksimir, o Bad Blue Boys estão localizados atrás de um objetivo do Norte Zagreb.

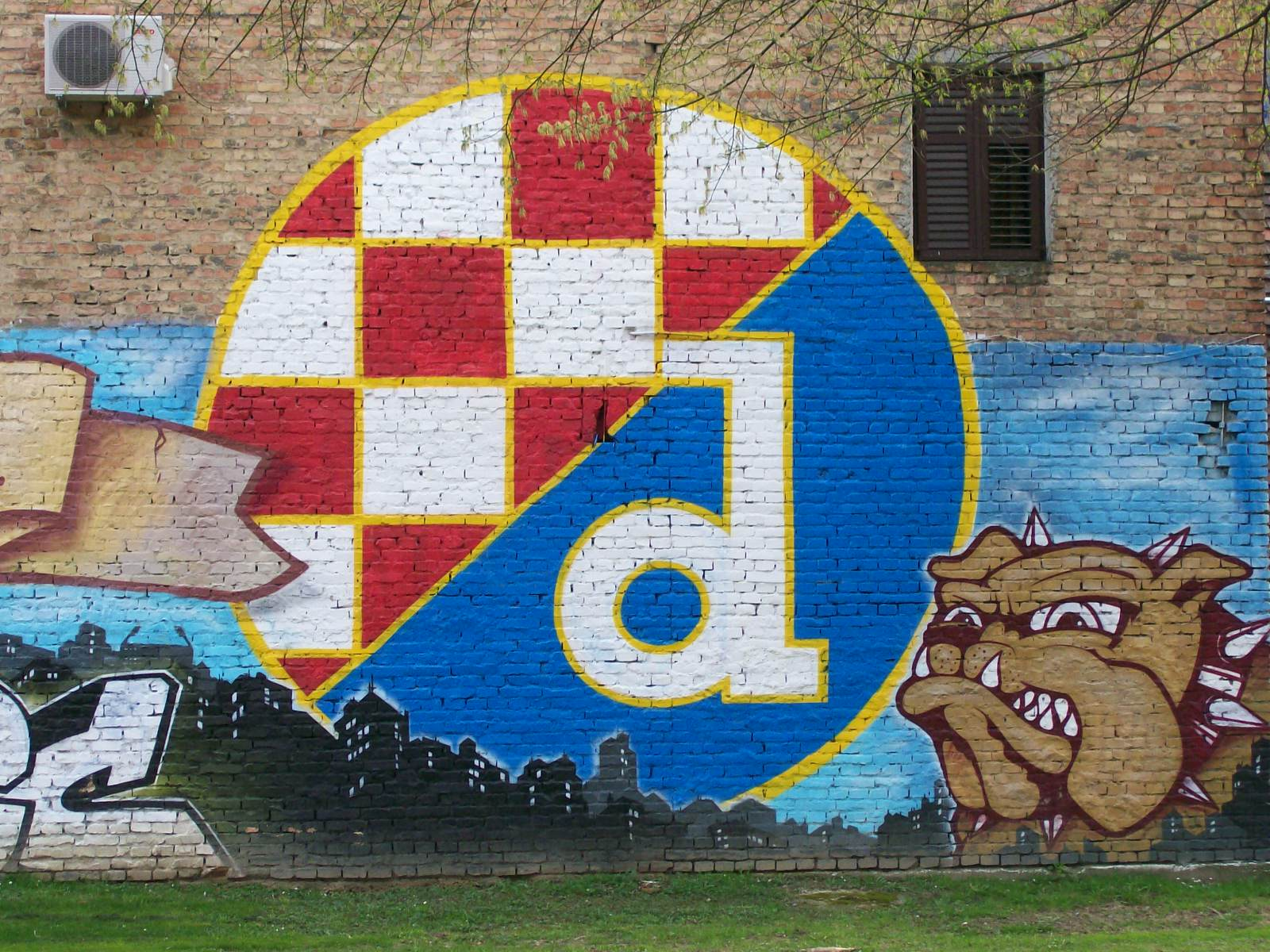
Grafite do escudo do Dínamo Zagreb e o Mascote dos Bad Boys Blue um bulldog

O jornalista alegou que Andrej Krickovič Bad Blue Boys estavam na vanguarda do movimento nacional no país em 1990, e que haviam oferecido seu apoio a Franjo Tuđman (o que se tornou o primeiro presidente da Croácia, na década de 1990) nas primeiras eleições da Croácia. E Sasa Podgorelec, um cineasta que fez um documentário sobre o Bad Blue Boys em Zagreb; declararam que eles eram", suficientemente conscientes da sua própria identidade e corajoso o suficiente para expressar os seus desejos de independência croata ... quando outros estavam muito medo de dizê-lo .